# Tatort: Das geheime Leben unserer Kinder
Das geheime Leben unserer Kinder ist ein Fernsehfilm aus der Kriminalfilmreihe Tatort. Der vom SWR produzierte Beitrag ist die 1237. Tatort-Episode und wurde am 14. Mai 2023 im SRF, im ORF und im Ersten ausgestrahlt. Die Freiburger Ermittlerin Franziska Tobler ermittelt ihren elften Fall, ihr Kollege Friedemann Berg seinen zehnten.

## Handlung
Die Kommissare Franziska Tobler und Friedemann Berg untersuchen im Umfeld der Freiburger Drogenszene den Todesfall eines jungen Mannes. Dessen Liebhaber ermordete ihn aus Enttäuschung und Wut darüber, dass das Opfer die Beziehung beenden wollte.
Der Tote wollte mit seinen Freunden Zoé und Benno auswandern und hatte sich hierfür bei Drogendealern verschuldet. Diese wollen das Geld nun von Zoé und Benno zurück, deren Eltern weder wussten, dass Zoé und Benno in einer Beziehung sind, noch dass sie mit Drogen zu tun haben, noch dass sie auszuwandern gedachten. Aus Angst, wegen des Toten verdächtig zu sein, versteckt sich das junge Paar und flieht vor der Polizei, muss aber schließlich, als Benno von den Drogendealern entführt wird, von der Polizei gerettet werden.
In einem dritten Handlungsstrang hat Tobler ihre Nichte Vanessa zu Besuch, die sich mit ihrem Vater, Toblers Bruder, zerstritten hat. Vanessa will Influencerin werden und nimmt dafür an lebensgefährlichen Challenges teil, was Tobler und Berg ihr auszureden versuchen.

## Dreharbeiten
Der Film wurde vom 8. März 2022 bis zum 11. April 2022 in Freiburg, Karlsruhe und Baden-Baden gedreht.

## Rezeption

### Kritiken
„Noch enttäuschender ist es, dass trotz des universal anmutenden Titels »Das geheime Leben unserer Kinder« wenig über die ins Visier genommene Generation Z erzählt wird. Ein-, zweimal wird die Klimaangst thematisiert, ansonsten kommt das Publikum den jungen Menschen nicht recht nahe. Ein bisschen tiefer hätte man für dieses Patchwork-Familiengrab schon schaufeln können.“

### Einschaltquoten
Bei der Erstausstrahlung von Tatort: Das geheime Leben unserer Kinder am 14. Mai 2023 verfolgten in Deutschland insgesamt 7,56 Millionen Zuschauer die Filmhandlung, was einem Marktanteil von 27,4 Prozent für Das Erste entsprach. In der als Hauptzielgruppe für Fernsehwerbung deklarierten Altersgruppe von 14–49 Jahren erreichte Das geheime Leben unserer Kinder 1,52 Millionen Zuschauer und damit einen Marktanteil von 24,0 Prozent in dieser Altersgruppe.